# Азиатски копиеглави змии
Азиатските копиеглави змии, още Куфии (Trimeresurus) са род влечуги от семейство Отровници (Viperidae).

## Описание
Повечето видове от този род змии са относително малки, предимно дървесни видове. Имат тънки тела и глава с триъгълна форма, покрита с малки люспи с неправилна форма. Муцуната е заострена, поради което предната част на тялото наподобява копие. Зениците са вертикални.
Повечето куфии обикновено са зелени на цвят, но някои видове също имат черни, оранжеви, червени, жълти или златисти петна.

## Хранене
Диетата им включва различни животни, включително гущери, земноводни, птици, гризачи и други дребни бозайници.

## Разпространение
Родът е разпространен в Югоизточна Азия от Индия до Южен Китай и Япония, и от Малайския архипелаг до Тимор.

## Видове
- Trimeresurus albolabris (Gray, 1842)
- Trimeresurus andalasensis David, Vogel, Vijayakumar & Vidal, 2006
- Trimeresurus andersonii Theobald, 1868
- Trimeresurus barati Regenass & Kramer, 1981
- Trimeresurus borneensis (Peters, 1872)
- Trimeresurus brongersmai Hoge, 1969
- Trimeresurus buniana (Grismer, Grismer & Mcguire, 2006)
- Trimeresurus cantori (Blyth, 1846)
- Trimeresurus cardamomensis (Malhotra, Thorpe, Mrinalini & Stuart, 2011)
- Trimeresurus erythrurus (Cantor, 1839)
- Trimeresurus fasciatus (Boulenger, 1896)
- Trimeresurus flavomaculatus (Gray, 1842)
- Trimeresurus fucatus Vogel, David & Pauwels, 2004
- Trimeresurus gracilis Oshima, 1920
- Trimeresurus gramineus (Shaw, 1802)
- Trimeresurus gumprechti David, Vogel, Pauwels & Vidal, 2002
- Trimeresurus gunaleni Vogel, David & Sidik, 2014
- Trimeresurus hageni (Lidth de Jeude, 1886)
- Trimeresurus honsonensis (Grismer, Ngo & Grismer, 2008)
- Trimeresurus insularis Kramer, 1977
- Trimeresurus kanburiensis Smith, 1943
- Trimeresurus labialis Steindachner, 1867
- Trimeresurus macrolepis Beddome, 1862
- Trimeresurus macrops Kramer, 1977
- Trimeresurus malabaricus (Jerdon, 1854)
- Trimeresurus malcolmi Loveridge, 1938
- Trimeresurus mcgregori Taylor, 1919
- Trimeresurus medoensis Zhao, 1977
- Trimeresurus mutabilis Stoliczka, 1870
- Trimeresurus nebularis Vogel, David & Pauwels, 2004
- Trimeresurus phuketensis Sumontha, Kunya, Pauwels, Nitikul & Punnadee, 2011
- Trimeresurus popeiorum Smith, 1937
- Trimeresurus puniceus (Boie, 1827)
- Trimeresurus purpureomaculatus (Gray, 1832)
- Trimeresurus rubeus (Malhotra, Thorpe, Mrinalini & Stuart, 2011)
- Trimeresurus sabahi Regenass & Kramer, 1981
- Trimeresurus salazar Mirza et al., 2020
- Trimeresurus schultzei Griffin, 1909
- Trimeresurus septentrionalis Kramer, 1977
- Trimeresurus sichuanensis (Guo & Wang, 2011)
- Trimeresurus stejnegeri Schmidt, 1925
- Trimeresurus strigatus Gray, 1842
- Trimeresurus sumatranus (Raffles, 1822)
- Trimeresurus tibetanus Huang, 1982
- Trimeresurus toba David, Petri, Vogel & Doria, 2009
- Trimeresurus trigonocephalus (Latreille, 1801)
- Trimeresurus truongsonensis Orlov, Ryabov, Thanh & Cuc, 2004
- Trimeresurus venustus Vogel, 1991
- Trimeresurus vogeli David, Vidal & Pauwels, 2001
- Trimeresurus wiroti Trutnau, 1981
- Trimeresurus yunnanensis Schmidt, 1925